# Fiat 514
El Fiat 514 fue un automóvil fabricado por la compañía italiana Fiat entre 1929 y 1932, del cual se realizaron 36.970 unidades.
En España fueron montados en la fábrica que Hispano Suiza tuvo en Guadalajara, adquirida por Fiat Hispania en 1931. Las factorías fueron destruidas en la Guerra Civil de 1936, sin ser luego reconstruidas.

## Motorizaciones
| Modelo | Años    | Motor                | Cilindrada | Potencia | Sistema de alimentación |
| ------ | ------- | -------------------- | ---------- | -------- | ----------------------- |
| 514    | 1929-32 | 4 cilindros en línea | 1438 cc    | 28 CV    | Carburador sencillo     |
| 514 S  | 1921-26 | 4 cilindros en línea | 1438 cc    | 35 CV    | Carburador sencillo     |
| 514 MM | 1921-26 | 4 cilindros en línea | 1438 cc    | 37 CV    | Carburador sencillo     |

## Imágenes

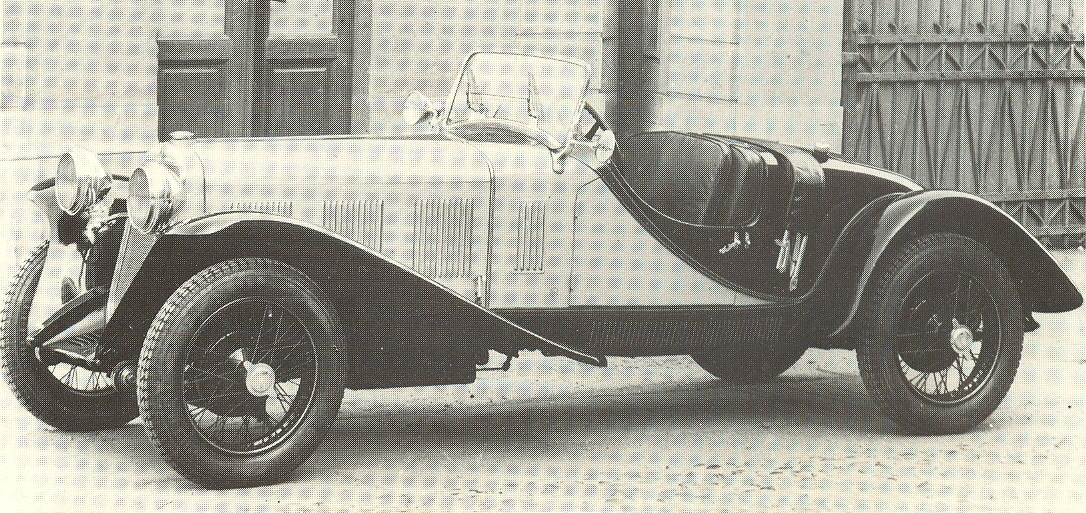
Fiat 514 MM 1930
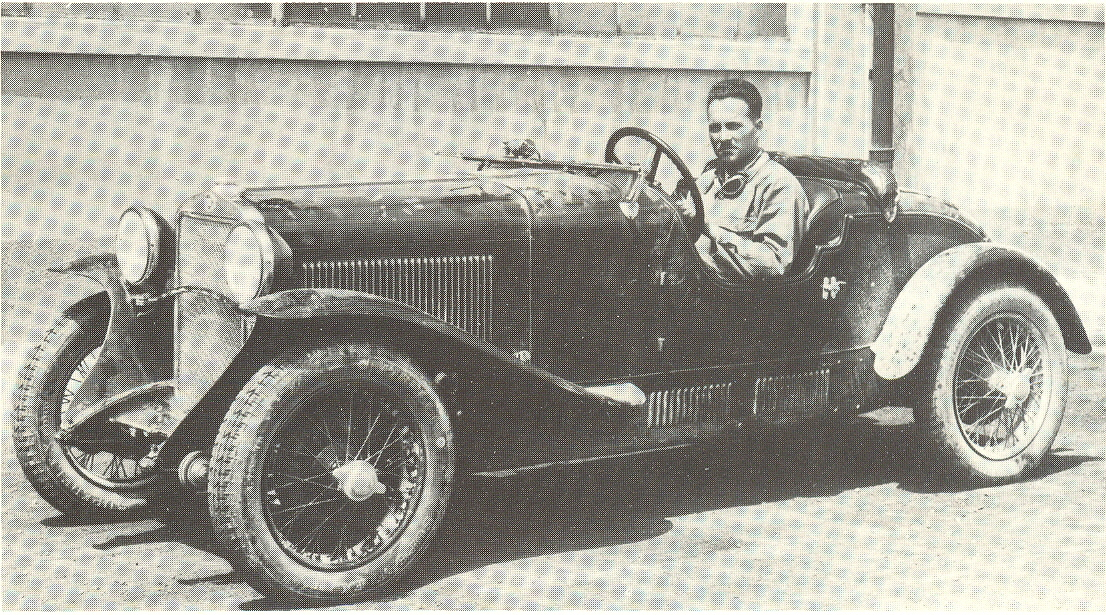
Fiat 514 S 1929
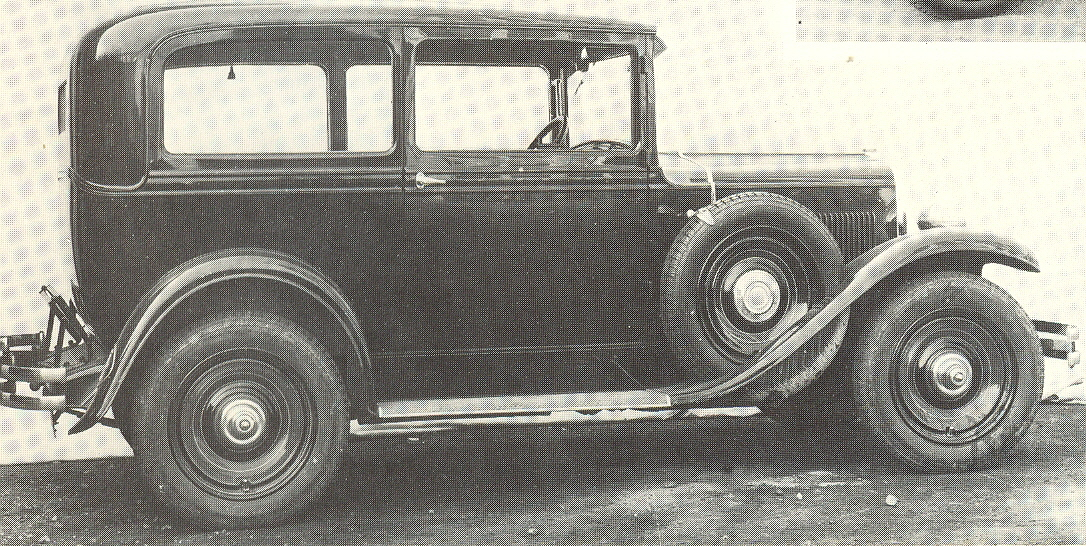
Fiat 514 Sedan 1929
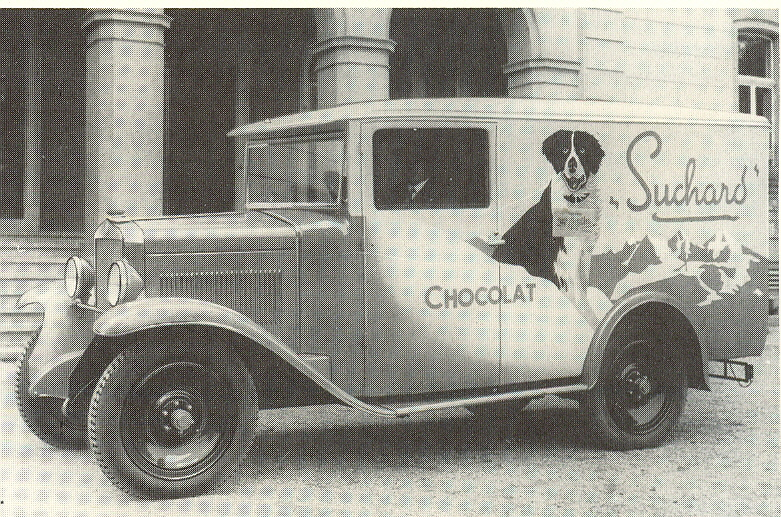
Fiat 514 Van LWB 1929
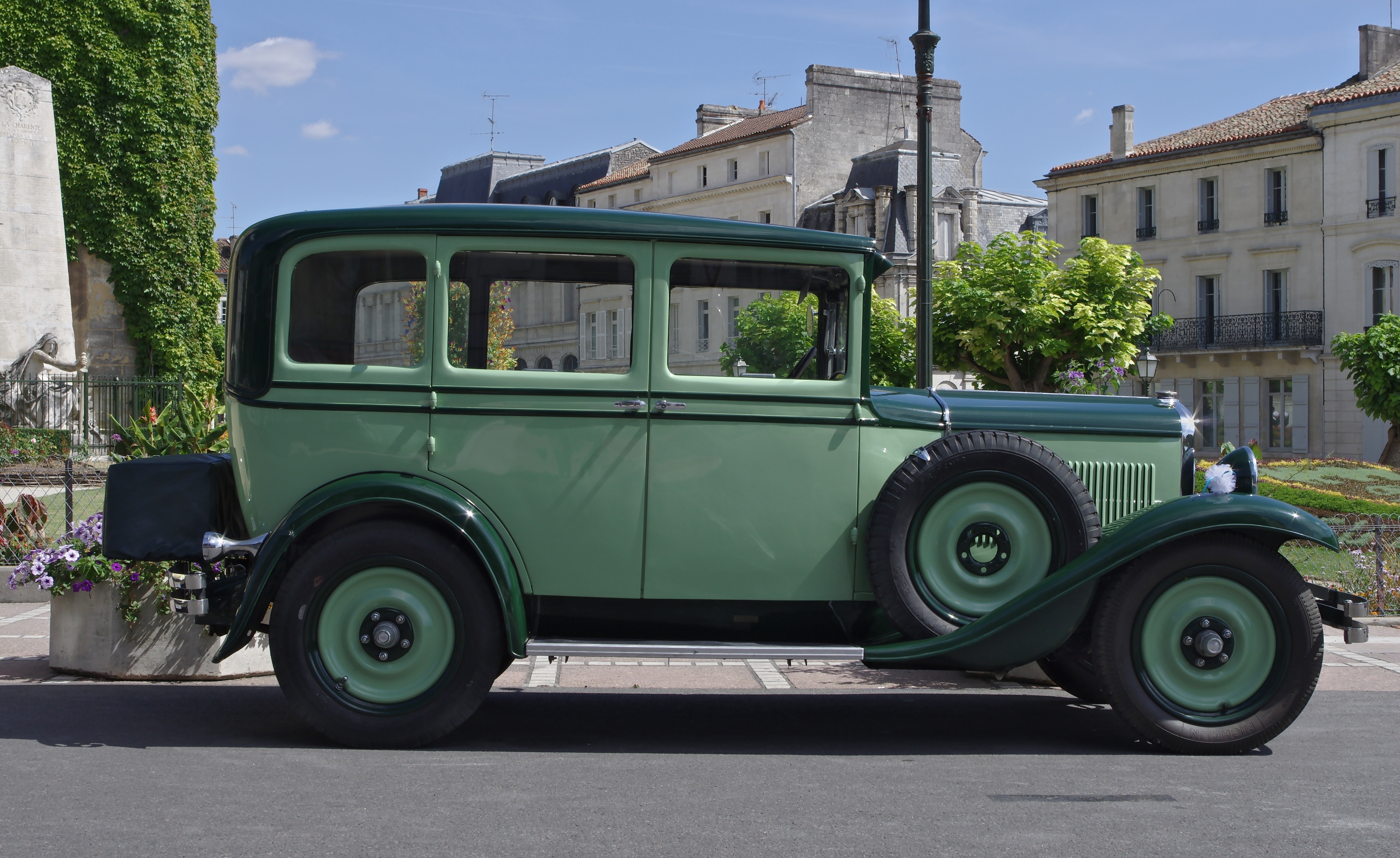
Fiat 514 L